# فيكتور هوغو مونتانيو
فيكتور هيوغو مونتانيو كايسيدو(Víctor Hugo Montaño Caicedo) (مواليد 1 مايو 1984 في كالي - كولومبيا) لاعب كرة قدم كولومبي يلعب حاليا لصالح نادي الدرجة الأولى رين الفرنسي منذ 2010 في مركز المهاجم .

## روابط خارجية
- فيكتور هوغو مونتانيو على موقع الاتحاد الدولي (مؤرشف)  (الإنجليزية)
- فيكتور هوغو مونتانيو على موقع رابطة كرة القدم الفرنسية للمحترفين (الإنجليزية)
- فيكتور هوغو مونتانيو على موقع قاعدة بيانات كرة القدم.إي يو (الإنجليزية)
- فيكتور هوغو مونتانيو على موقع ليكيب (الفرنسية)
- فيكتور هوغو مونتانيو على موقع ناشيونال فوتبول تيمز (الإنجليزية)
- فيكتور هوغو مونتانيو على موقع Soccerway.com (الإنجليزية)
- فيكتور هوغو مونتانيو على موقع عالم كرة القدم.نت (الإنجليزية)
- فيكتور هوغو مونتانيو على موقع AS.com (الإسبانية)